# Едома (Пинежский район)
Едома — деревня в Пинежском районе Архангельской области. Входит в состав МО «Кеврольское».

## География
Деревня расположена на левом берегу реки Пинеги, рядом с островом Круглый.

## Население
| 2002 | 2010 | 2012 |
| ---- | ---- | ---- |
| 13   | ↘6   | ↘5   |

## Никольская церковь
По историческим данным она построена в 1698 году. В 2009 году было произведено обследование церкви, выполнен эскизный проект реставрации и разработана программа противоаварийных и реставрационных работ.

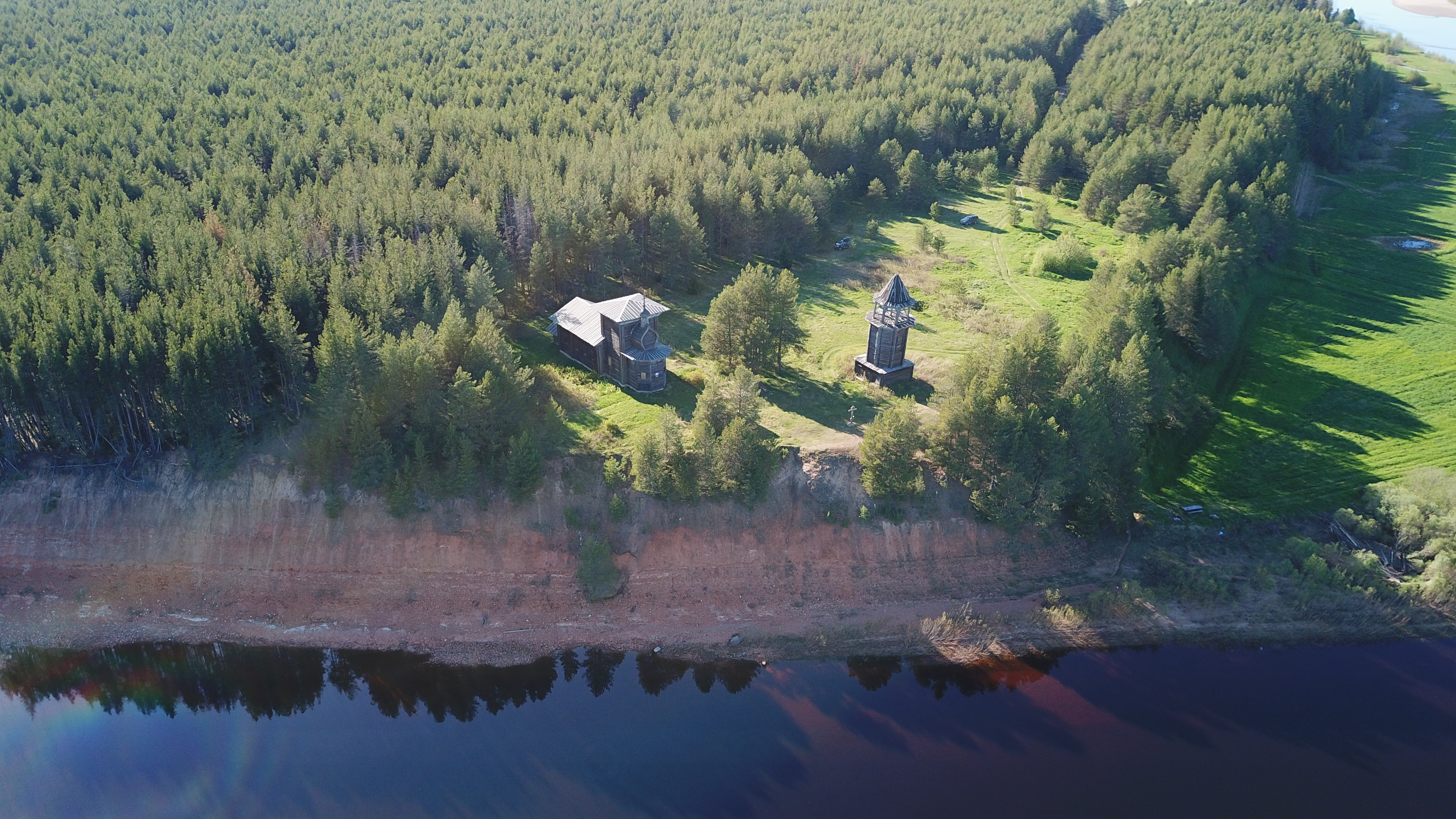
Церковь Николая Чудотворца в Едоме